# Expressionismo abstrato
Expressionismo abstrato foi um movimento artístico com origem nos Estados Unidos, cujo auge foi atingido nas décadas posteriores à Segunda Guerra Mundial. Foi o primeiro movimento especificamente americano a atingir influência mundial, colocando Nova Iorque no centro do mundo artístico (posição previamente exercida por Paris, na França). Por vezes, é chamado de Escola de Nova Iorque.
O movimento ganhou este nome por combinar a intensidade emocional do expressionismo alemão com a estética antifigurativa das Escolas abstratas da Europa, como o Futurismo, o Bauhaus e o Cubismo Sintético. O termo foi usado pela primeira vez para designar o movimento americano em 1952 pelo crítico Harold Rosenberg.
Os pintores mais conhecidos do expressionismo abstrato são Arshile Gorky, Clyfford Still, Franz Kline, Jackson Pollock, Mark Rothko, Philip Guston e Willem de Kooning.
A geração de Kooning e Pollock parecia ter sido, entre os expressionistas abstratos, composta por figuras em torno das quais a maioria dos críticos e dos artistas mais jovens se orientava. Incorporaram elas o emprego de uma paleta agressiva, conjugando traços geométricos e aleatórios da "pintura automática" num empaste pesado e grosseiro de pigmentos sobrepostos. O modo de pintar americano rompeu com a pintura de cavalete e elegeu como suporte a parede ou o chão, o que permitia que o artista tivesse uma resistência dura para trabalhar dos quatro lados, passando a estar literalmente "na" ou dentro da pintura. Utilizavam novos pigmentos, como o pesado empaste feito de areia, vidro moído, cinza vulcânica e a técnica do "dripping".
O expressionismo abstrato reúne um grande conjunto de manifestações, sendo possível identificar duas tendências principais. Uma, que se integra na corrente da Action Painting, inclui as obras de pintores como Jackson Pollock, Willem de Kooning ou Franz Kline. Nas suas obras, bastante gestualistas, a tinta era lançada diretamente na tela, através de gestos instintivos, onde o acaso e o aleatório determinavam a evolução da pintura. A outra tendência, a Color Field, mais meditativa ou "mística", integra os pintores Rothko e Gottlieb. Estes artistas exploraram preferencialmente as qualidades tácteis e os efeitos sensitivos da cor e produziram quadros abstratos utilizando poucos elementos, representados com limites indefinidos e relações cromáticas de grande subtileza.

## Termo
O nome do movimento é derivado da combinação da intensidade emocional e da adesão dos expressionistas alemães à estética antifigurativa das escolas abstratas europeias, como o Futurismo, a Bauhaus e o Cubismo Sintético. Além disso, tem como característica o ser rebelde, anárquico, altamente idiossincrático e, segundo pensam alguns, niilista. Na prática, o termo é aplicado a quaisquer artistas que trabalharam, principalmente, em Nova York, que tinham estilos bastante diferentes dos vigentes na época, e aos seus trabalhos que não são nem especialmente abstratos nem expressionistas puramente.

## Estilo
Tecnicamente, um antecessor importante do expressionismo abstrato é o surrealismo, com ênfase na criação espontânea, automática ou subconsciente. A pintura gotejante de Jackson Pollock sobre uma tela colocada no chão, por exemplo, é uma técnica que tem suas raízes no trabalho de André Masson, Max Ernst e David Alfaro Siqueiros. Outro destaque na abordagem do estilo é de Wolfgang Paalen, que é colocado na posição de artista e teórico que promoveu a teoria do espaço de possibilidade dependente do espectador através de suas pinturas e sua revista DYN. Paalen considerou ideias de mecânica quântica, bem como interpretações idiossincráticas da visão totémica e da estrutura espacial da pintura nativa-indiana da Colúmbia Britânica. Preparando, assim, o terreno para uma nova análise dimensional na arte. Seu longo ensaio Totem Art (1943) teve influência considerável em artistas como Martha Graham, Isamu Noguchi, Jackson Pollock e Mark Rothko.
Em 1944, Barnett Newman tentou explicar o mais novo movimento artístico dos Estados Unidos e incluiu uma lista de "homens do novo movimento". Paalen é mencionado duas vezes. Artistas como Gottlieb, Rothko, Pollock, Hofmann, Baziotes, Gorkie também são citados. Outra manifestação importante e precoce do que veio a ser o expressionismo abstrato é o trabalho do artista norte-americano Mark Tobey, especialmente suas telas de "escrita branca", que anteciparam o estilo "all-over" das obras de Pollock.
O movimento tem muitas semelhanças estilísticas com os artistas russos do início do século XX, como Wassily Kandinsky. Embora seja verdade que a espontaneidade caracterizara muitos dos trabalhos dos expressionistas abstratos, a maioria das suas pinturas envolveram um planejamento cuidadoso, especialmente porque o tamanho de suas obras exigiam. Com artistas como Paul Klee, Wassily Kandinsky, Emma Kunz e, mais tarde, Rothko, Barnett Newman e Agnes Martin, a arte abstrata implicava claramente a expressão de ideias sobre o espiritual, o inconsciente e a mente humana.
Enquanto o movimento está intimamente associado a pintores como Arshile Gorky, Franz Kline, Clyfford Still, Hans Hofmann, Willem de Kooning, Jackson Pollock e outros, a colagista Anne Ryan e alguns escultores em particular também eram parte integrante do expressionismo abstrato. David Smith e sua esposa Dorothy Dehner, Herbert Ferber, Isamu Noguchi, Ibram Lassaw, Theodore Roszak, Phillip Pavia, Mary Callery, Richard Stankiewicz, Louise Bourgeois e Louise Nevelson foram alguns dos escultores considerados como membros importantes. Além disso, os artistas David Hare, John Chamberlain, James Rosati, Mark di Suvero, Richard Lippold, Raoul Hague, George Rickey, Reuben Nakian, Tony Smith, Seymour Lipton, Joseph Cornell e vários outros foram partes integrantes do movimento.
Muitos dos escultores listados participaram da Ninth Street Show, uma exposição famosa com curadoria de Leo Castelli, na East Ninth Street, em Nova York, em 1951. Além dos artistas do período, a Escola de Nova York do expressionismo abstrato também gerou uma série de poetas de apoio, incluindo Frank O'Hara e fotógrafos como Aaron Siskind e Fred McDarrah (cujo livro The Artist's World in Pictures documentou o movimento durante a década de 1950) e os cineasta Robert Frank.